# Ta'al
Ta'al (in ebraico תַּעַ"ל‎?), acronimo dell'ebraico Tnu'a Aravit LeHithadshut (lett. Movimento Arabo per il Rinnovamento; in arabo الحركة العربية للتغيير‎?; in ebraico תְּנוּעָה עֲרָבִית לְהִתְחַדְּשׁוּת‎?) è un partito politico israeliano, guidato da Ahmad Tibi.

## Storia
Ta'al viene fondato da Ahmad Tibi a metà anni '90. Partecipa alle elezioni del 1996 con il nome di Unione Araba, ma ottiene solo lo 0.1% dei voti.
Negli anni successivi Ta'al si allea con vari partiti per superare la soglia di sbarramento alle elezioni. Nelle elezioni del 1999 è parte della lista di Balad. Alle elezioni del 2003 forma la lista Hadash-Ta'al. Nel 2006 rompe l'alleanza con Hadash e si presenta nella lista Ra'am-Ta'al.
Il 12 gennaio 2009, la lista Ra'am–Ta'al viene esclusa dalle elezioni di febbraio dal Comitato Elettorale Centrale, con 21 voti favorevoli e 8 contrari. Tibi sostiene che la decisione è legata all'Operazione Piombo fuso, affermando "questo è un paese razzista. Siamo abituati a questo tipo di lotte e vinceremo" e "questa decisione mira ad una Knesset senza arabi, ma porterà solo a una maggiore solidarietà tra gli arabi e la loro leadership". Annuncia quindi l'appello alla Corte suprema di Israele. Il 21 gennaio la Corte Suprema ribalta la decisione del Comitato Elettorale.
Nel 2015 dà vita, insieme ad Hadash, Balad e Lista Araba Unita, alla Lista Comune, nata per permettere a tutte e 4 le formazioni di superare la soglia di sbarramento, appena alzata al 3.25% anche per tentare di escludere la rappresentanza araba dalla Knesset.

## Risultati elettorali
| Elezioni       | Voti               | %                  | Seggi   | +/-     |
| -------------- | ------------------ | ------------------ | ------- | ------- |
| 1996           | 2.087              | 0.1                | 0 / 120 | -       |
| 1999           | In Balad           | In Balad           | 1 / 120 | 1       |
| 2003           | Con Hadash         | Con Hadash         | 1 / 120 | Stabile |
| 2006           | Con Ra'am          | Con Ra'am          | 1 / 120 | Stabile |
| 2009           | Con Ra'am          | Con Ra'am          | 1 / 120 | Stabile |
| 2013           | Con Ra'am e Mada   | Con Ra'am e Mada   | 1 / 120 | Stabile |
| 2015           | Nella Lista Comune | Nella Lista Comune | 2 / 120 | 1       |
| Aprile 2019    | Con Hadash         | Con Hadash         | 2 / 120 | Stabile |
| Settembre 2019 | Nella Lista Comune | Nella Lista Comune | 2 / 120 | Stabile |
| 2020           | Nella Lista Comune | Nella Lista Comune | 3 / 120 | 1       |
| 2021           | Nella Lista Comune | Nella Lista Comune | 2 / 120 | 1       |
| 2022           | Con Hadash         | Con Hadash         | 1 / 120 | 1       |